# Bertha von Suttner
Bertha Sophie Felicitas Freifrau von Suttner, baronessa Bertha von Suttner, nascuda amb el nom de Kinsky von Chinic und Tettau (Praga, Imperi Austrohongarès, 9 de juny de 1843- Viena, 21 de juny de 1914), fou una novel·lista austríaca, pacifista radical, que obtingué el Premi Nobel de la Pau l'any 1905.

## Vida i obra
Va néixer el 9 de juny de 1843 a la ciutat de Praga, que en aquells moments formava part de l'Imperi austrohongarès i que avui en dia és la capital de la República Txeca. Von Suttner fou la filla pòstuma del comte Franz Kinsky von Wchinitz und Tettau i de Sophie von Körner. El 1876, es va casar amb l'escriptor baró Arthur Gundaccar von Suttner. Va estudiar intensament música i literatura, i va donar-ne classes. Després d'una època de viatges per tot Europa, el 1885 s'estableixen de nou a Àustria.

## Activitat literària i pacifista
El 1889 publicà la novel·la Die Waffen nieder! (Abaixeu les armes!), que ràpidament es va convertir en un clàssic del moviment pacifista, i es traduí a molts idiomes. El 1891 fundà una organització pacifista austríaca. De 1892 a 1899, va consolidar la seva reputació internacional en diferents conferències per tot Europa, i com a editora de la revista pacifista internacional que portava per títol el mateix que el del seu llibre, és a dir, Die Waffen niede! Unes altres publicacions serien el reflex del seu ideal pacifista, com Das Maschinenzeitaler (L'edat de les màquines), en què critica els nacionalismes radicals i l'armament.
En una altra obra (Inventarium einer Seele, o Inventari d'una ànima), es percep la seva influència de H. T. Buckle, Herbert Spencer i Charles Darwin. Però, allò que segurament la va motivar més a "lluitar" pel pacifisme fou la tradició familiar militar (el seu pare fou mariscal de camp de l'imperi i conseller militar, i el seu avi matern fou capità de cavalleria).
En reconeixement del seu esforç pacifista, el 1905 fou premiada amb el Premi Nobel de la Pau. Es creu que part de la decisió d'atorgar-li el premi a ella venia de la seva relació de secretària i amistat amb Alfred Nobel. Després del Nobel, va continuar amb la seva implicació per la pau, clamant per la unitat europea com a prevenció de les guerres. També va simpatitzar amb el moviment esperantista i va ser amiga d'importants promotors de l'esperanto, com el periodista i pacifista austríac Alfred Fried. Morí dos mesos abans d'esclatar la Primera Guerra Mundial, el 21 de juny de 1914 a la ciutat de Viena.

## Reconeixements
| «              | Per casualitat vaig trobar l'endemà Berta von Suttner, la magnífica i generosa Cassandra de la nostra època. Aristòcrata d'una de les famílies més importants, havia viscut de molt jove l'horror de la guerra del 1866 prop del castell familiar de Bohèmia. I amb la passió d'una Florence Nightingale va veure que tenia una sola missió a la vida: evitar una segona guerra, i la guerra en general. | » |
| — Stefan Zweig | |   |

En reconeixement del seu esforç pacifista, el 1905 fou premiada amb el Premi Nobel de la Pau.
En honor seu, és posà el seu nom a l'asteroide (12799) von Suttner, descobert el 26 de novembre de 1995 al Kleť Observatory.
El 2005, en commemoració del centenari del seu guardó, es van encunyar monedes austríaques de 2 euros amb el seu rostre.
Anteriorment, la seva imatge es va imprimir al bitllet de 1.000 xílings, des de 1966 (la moneda de curs legal a la República d'Àustria abans de formar part de la zona euro). L'any 2005, la República Federal Alemanya va imprimir un segell commemoratiu de l'edició del seu llibre més conegut: Abaixeu les armes!. El valor del segell era de 55 cèntims d'euro.

## Obres destacades
- High Life (1886)
- Die Waffen nieder!(1889)
- Die Entwicklung der Friedensbewegung (1907)
- Die Barbarisierung der Luft (1912)

### Traduccions al català
- Abaixeu les armes!, Trad. Joan Ferrarons. Barcelona: Angle, Institut Català Internacional per la Pau, 2014.